# القواعد النظرية للنموذج
القواعد النظرية للنموذج، تعرف أيضًا باسم القواعد النحوية القائمة على القيد، تختلف مع القواعد النحوية التوليدية في الطريقة التي تحدد بها مجموعات الجمل: هي تحدد القيود على البنية النحوية بدلاً من توفير عمليات لتوليد الكائنات النحوية. توفر القواعد التوليدية مجموعة من العمليات مثل إعادة الكتابة، أو الإدراج، أو الحذف، أو الحركة، أو التوليفه ويتم تعريفها لمجموعة الكل والأشياء فقط التي يمكن لهذه العمليات إنتاجها من خلال التطبيق التكراري. ببساطة تنص القواعد النحوية للنموذج على مجموعة من الشروط التي يجب أن يستوفيها الكائن، تعتبر بمثابة تحديد لمجموعة الكل وفقط من نوع معين يفي بجميع القيود يطبق النهج الأساليب الرياضية لنظرية النماذج على مهمة الوصف النحوي: القواعد هي نظرية بمعنى المنطق (مجموعة متناسقة من العبارات) تتميز النماذج التي ترضي النظرية ببنية جيدة التشكيل.

## أمثلة على القواعد النحوية للنموذج
هناك عينة من القواعد النحوية التي تقع تحت مظلة نظرية النموذج:
- المتغير غير الإجرائي لقواعد التحويلية (TG )لجورج لاكوف ، الذي يضع قيودًا على تسلسل شجرة محتمل
- جونسون وبوست إضفاء الطابع الرسمي على القواعد العلائقية (RG) (1980) ، قواعد هيكل العبارة المعممة (GPSG) في المتغيرات التي طورها غازدار وآخرون . (1988)، بلاكبيرن وآخرون. (1993) وروجرز(1997)
- القواعد الوظيفية المعجمية (LFG) في إضفاء الطابع الرسمي على رونالد كابلان (1995)
- قواعد هيكل العبارة التي تعتمد على الرأس (HPSG) في إضفاء الطابع الرسمي على الملك (1999) [3]
- قواعد معالجة القيد (CHR) قواعد [4]

## نقاط القوة
من مزايا القواعد النحوية للنموذج تسمح بالتدرج في النحوية على القواعد التوليدية. قد ينحرف الهيكل بنسبة قليلة أو للغاية عن النظرية. وعلى خلاف ذلك، فإن القواعد النحوية التوليدية «تلزم حدًا بين الكمال وغير الموجود، ولا تسمح حتى بتمثيل التدرج في النحوية.»